# Mỹ thuật dân gian Việt Nam

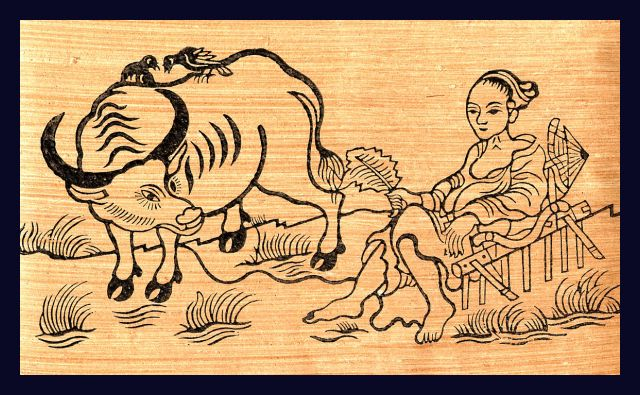
Nghỉ ngơi-Tranh Đông Hồ

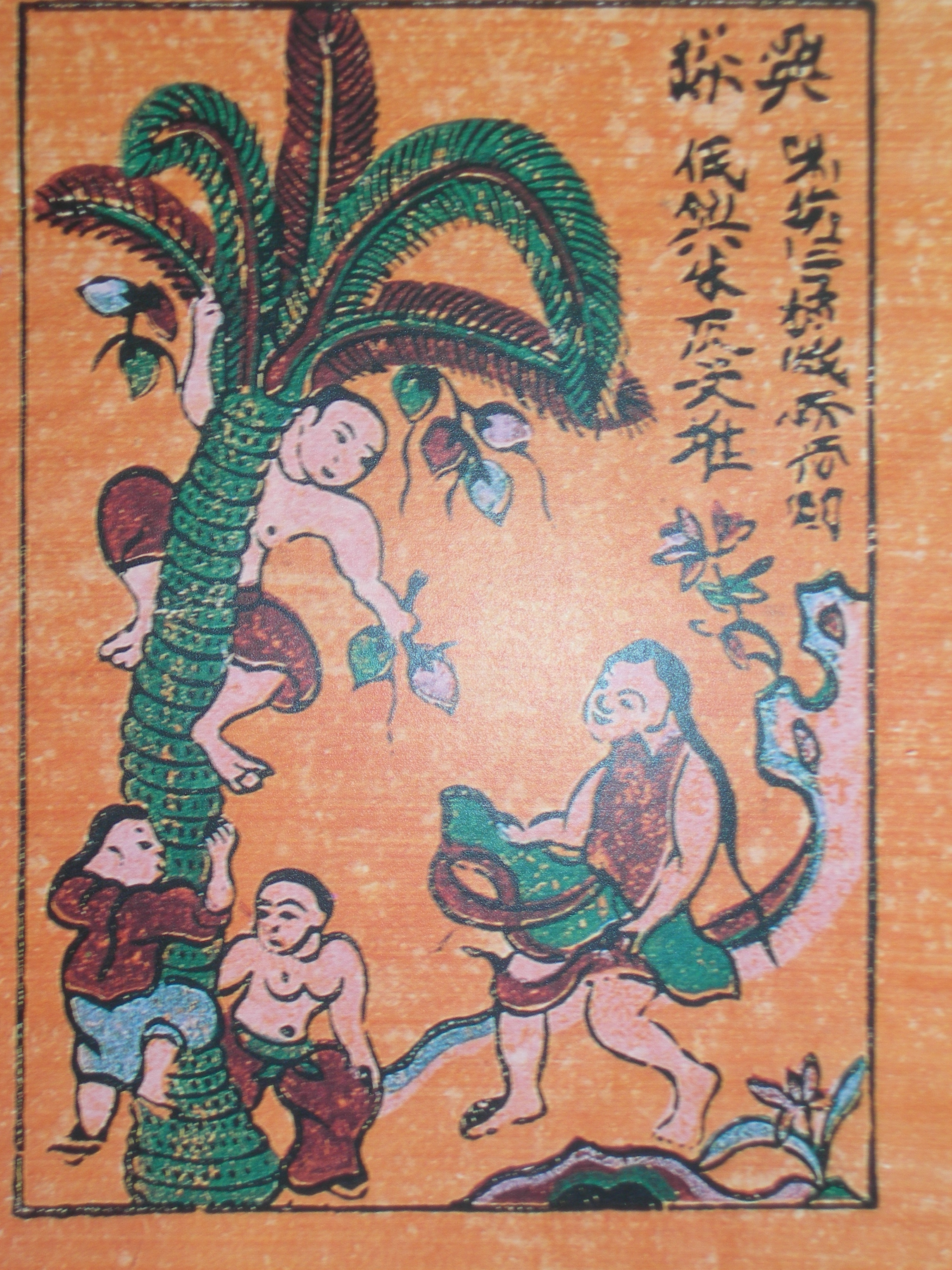
Hứng dừa

Mỹ thuật dân gian Việt Nam được ghi nhận gồm các hình trang trí trên trống đồng, trên các đồ khảo cổ tới điêu khắc đình làng, chùa ở nông thôn Bắc bộ và tranh dân gian.
Sau khi trường Cao đẳng Mỹ thuật Đông Dương ra đời năm 1925, chính thức mới có sự đào tạo chính quy về hội họa. Trước mốc thời gian này, đáng kể nhất là vốn mỹ thuật dân gian với điêu khắc đình chùa và các dòng tranh dân gian như tranh Đông Hồ (Bắc Ninh), tranh Hàng Trống (Hà Nội), tranh Làng Sình (Huế), tranh Kim Hoàng (Hà Tây), tranh thờ Đạo Giáo (miền núi phía Bắc). Tuy nhiên kho tàng mỹ thuật dân gian Việt Nam vẫn đang tiếp tục được khám phá.
Mỹ thuật cổ Việt Nam có chương đầu từ vạn năm trước ở hang Đồng Nội, ở núi Đọ Thanh Hoá, có đỉnh đầu từ Văn hoá Đông Sơn khoảng 2500 năm trước, có sự phát triển liên tục từ nghìn năm lại đây. Nền mỹ thuật ấy có phải là mỹ thuật dân gian không, có phải là nghệ thuật tạo hình không? Trong nghệ thuật tạo hình cổ Việt Nam bao gồm tất cả những sáng tạo của nhân dân Việt Nam về kiến trúc, về tượng, về tranh, về trang trí, về đồ mỹ nghệ. Ở xã hội tiền sử và sơ sử, có thể xem văn hoá nguyên thủy là văn hoá dân gian thì mỹ thuật giai đoạn lịch sử ấy chính là cội nguồn của mỹ thuật dân gian.